# Afrodíti Theopeftátou
Afrodíti Theopeftátou (en grec Αφροδίτη Θεοπεφτάτου), née le 23 mai 1957 à Athènes, est une femme politique grecque.

## Biographie
Aux élections législatives grecques de janvier 2015, elle est élue députée au Parlement grec sur la liste de la SYRIZA dans la circonscription de Céphalonie.